# Juan Antonio Ugarteche
Juan Antonio Ugarteche Posadas, (Salta, Virreinato del Río de la Plata, 12 de junio de 1804 - Valparaíso, Chile, 1872) fue un militar argentino naturalizado peruano. Participó en las guerras civiles y revoluciones de las primeras décadas de la República del Perú. En 1865 fue ministro de Guerra y Marina y presidente del Consejo de Ministros del Perú, durante el gobierno interino de Pedro Diez Canseco.

## Biografía
Fue hijo de Pedro Ugarteche Echevarría (vizcaíno) y María Josefa Posadas de Echalar (salteña). Se enroló en el ejército español y se destacó en la batalla de Zepita librada el 25 de agosto de  1823. Firmada la capitulación de Ayacucho el 9 de diciembre de 1824 se enroló en el ejército republicano del Perú. Era ya capitán cuando participó en la  Guerra Gran Colombo-Peruana (1828-1829), y por su actuación sobresaliente se ganó una mención honrosa en el parte oficial de la batalla del Portete de Tarqui. Ascendido a sargento mayor en 1833, a principios del año siguiente secundó el levantamiento del general Pedro Pablo Bermúdez, el mismo que originó una contienda civil que culminó con el abrazo de Maquinhuayo (1834). Ascendió a coronel ese mismo año.
Tras el establecimiento de la Confederación Perú-Boliviana en 1836 emigró a Chile. Regresó en filas de la primera Expedición Restauradora en 1837 y nuevamente en la segunda. Se negó a combatir contra Luis José de Orbegoso (presidente del Estado Nor Peruano), aduciendo que no había venido a combatir a los peruanos sino a los bolivianos; sin embargo, participó en la campaña de Áncash y mereció una honrosa mención por su conducta mostrada en la batalla de Yungay, acción librada el 20 de enero de 1839 y que puso fin a la Confederación. Una versión refiere que al iniciar el asalto al cerro Pan de Azúcar, se bajó de su mula a la que acto seguido mató de un balazo, bajo este razonamiento: «No necesito bestia. Si nos vencen, yo no sé huir; si vencemos, tendré mejor montura».
En 1841 apoyó el «movimiento regeneracionista» encabezado por el coronel Manuel Ignacio de Vivanco en Arequipa. Derrotó a las fuerzas gobiernistas del general Ramón Castilla en Cachamarca, pero finalmente fue vencido en Cuevillas. Continuó apoyando a Vivanco y como jefe de Estado Mayor, contribuyó a su proclamación como Supremo Director el 28 de enero de 1843. En el transcurso de las luchas intestinas resultó apresado en Pachía, tras lo cual permaneció retirado durante varios años en Arequipa. Fue comisionado para trasladar a Lima los restos del general Felipe Santiago Salaverry y los ocho oficiales fusilados al lado de dicho caudillo en Arequipa en 1836.
De regreso en Arequipa en 1865, apoyó el alzamiento del coronel Mariano Ignacio Prado contra el gobierno de Juan Antonio Pezet, acusado de debilidad ante la agresión de la Escuadra Española del Pacífico. Durante la campaña revolucionaria fue nombrado ministro de Guerra y Marina y presidente del Consejo de Ministros, en pleno campamento de Chincha. Como comandante general de Artillería, participó en el combate del Callao librado el 2 de mayo de 1866 contra la Escuadra Española, y temerariamente alentó a la guarnición del puente Santa Rosa en medio del fuego cruzado.
Acompañó luego al presidente Prado en la campaña contra la revolución de Arequipa de 1867. Al mando de dos batallones participó en el sitio de la ciudad, pero al fracasar el asalto final, retornó a Lima a principios de 1868 con los restos maltrechos de sus tropas. Al producirse la renuncia de Prado a la presidencia, emigró a Valparaíso, donde falleció algunos años después.
Casado con la dama arequipeña María Joaquina Gutiérrez de Otero Cossio, fue padre de 
María Magdalena Ugarteche Gutiérrez de Cossío, la misma que se casó con Mariano Ignacio Prado, unión de la que nacieron Mariano, Javier, Jorge y Manuel Prado Ugarteche, este último, presidente del Perú en dos periodos.
| Predecesor: Pedro José Calderón | Presidente del Consejo de Ministros del Perú 26 de septiembre de 1865 - 6 de noviembre de 1865 | Sucesor: Francisco Javier Mariátegui |